# Pati Behrs
Pati Behrs née le 13 février 1922 et morte le 4 juillet 2004 à Camarillo est une ballerine et actrice américaine d'origine russe.

## Biographie
Née Pati Behrs Eristoff, c'est une petite nièce de Léon Tolstoï. Sa famille émigre à Paris car son père refuse de prendre part aux pogroms. Durant la seconde guerre mondiale elle danse dans des cabarets parisiens tout en aidant à cacher des juifs et des Roms.
Elle émigre aux États-Unis après la guerre. Elle y épouse l'acteur John Derek, dont elle a deux enfants.

## Filmographie

### Cinéma
- 1946 : Le Fil du rasoir : invitée (non créditée)
- 1947 : Ambre : maquilleuse (non créditée)
- 1948 : Infidèlement vôtre : rôle secondaire (non créditée)
- 1948 : L'Amour sous les toits : Jeanne
- 1948 : When My Baby Smiles at Me : la femme dans la boîte (non créditée)
- 1949 : Les Sœurs casse-cou : la nonne (non créditée)
- 1949 : Mam'zelle mitraillette : Roulette